# 大津耀誠
大津 耀誠（おおつ ようせい、1995年8月7日 - ）は、大阪府出身の元プロサッカー選手。現役時代の登録ポジションはフォワード。

## 来歴
四條畷市にある、グリーンウェーブなわてにてサッカーを始める。小学生の頃から学年でもトップクラスの実力を持ち、１つ上の学年の試合に出場するなどした。
2014年、セレッソ大阪U-18よりJ2・ザスパクサツ群馬へ入団。
同年の第12節・モンテディオ山形戦でJ初ゴール。後半途中出場し、試合終了間際に同点ゴールという劇的な初ゴールとなった。
2016年、大分トリニータへ期限付き移籍。開幕戦でスタメン出場を果たすなど序盤は出場機会を得るも、度重なる負傷により、シーズンが進むにつれ出場機会が減少していった。
2017年より大分に完全移籍。同年はリーグ戦総出場時間114分に対し3得点を記録した。同年限りで契約満了により大分を退団。同年12月12日、フクダ電子アリーナで行われたJリーグ合同トライアウトに出場した。
2018年、SC相模原に移籍。同年7月に奈良クラブに完全移籍。
2019年をもって奈良クラブとの契約が満了。

## 所属クラブ
- 2003年 - 2007年 グリーンウエーブ畷田原SC（現 FCグリーンウェーブ田原）
- 2008年 - 2010年 セレッソ大阪U-15（四條畷市立田原中学校）
- 2011年 - 2013年 セレッソ大阪U-18（興國高等学校）
- 2014年 - 2016年 ザスパクサツ群馬
  - 2014年7月 - 2015年 Jリーグ・アンダー22選抜
  - 2016年 大分トリニータ（期限付き移籍）
- 2017年 大分トリニータ
- 2018年1月 - 同年7月 SC相模原
- 2018年7月 - 2019年 奈良クラブ

## 個人成績
| 国内大会個人成績 | 国内大会個人成績 | 国内大会個人成績 | 国内大会個人成績 | 国内大会個人成績 | 国内大会個人成績 | 国内大会個人成績 | 国内大会個人成績 | 国内大会個人成績 | 国内大会個人成績 | 国内大会個人成績 | 国内大会個人成績 |
| 年度             | クラブ           | 背番号           | リーグ           | リーグ戦         | リーグ戦         | リーグ杯         | リーグ杯         | オープン杯       | オープン杯       | 期間通算         | 期間通算         |
| 年度             | クラブ           | 背番号           | リーグ           | 出場             | 得点             | 出場             | 得点             | 出場             | 得点             | 出場             | 得点             |
| 日本             | 日本             | 日本             | 日本             | リーグ戦         | リーグ戦         | リーグ杯         | リーグ杯         | 天皇杯           | 天皇杯           | 期間通算         | 期間通算         |
| ---------------- | ---------------- | ---------------- | ---------------- | ---------------- | ---------------- | ---------------- | ---------------- | ---------------- | ---------------- | ---------------- | ---------------- |
| 2014             | 群馬             | 17               | J2               | 10               | 1                | -                | -                | 1                | 0                | 11               | 1                |
| 2015             | 群馬             | 17               | J2               | 6                | 0                | -                | -                | 1                | 1                | 7                | 1                |
| 2016             | 大分             | 19               | J3               | 9                | 1                | -                | -                | 0                | 0                | 9                | 1                |
| 2017             | 大分             | 19               | J2               | 5                | 3                | -                | -                | 0                | 0                | 5                | 3                |
| 2018             | 相模原           | 19               | J3               | 6                | 0                | -                | -                | -                | -                | 6                | 0                |
| 2018             | 奈良             | 13               | JFL              | 8                | 0                | -                | -                | -                | -                | 8                | 0                |
| 2019             | 奈良             | 13               | JFL              | 2                | 0                | -                | -                | 0                | 0                | 2                | 0                |
| 通算             | 日本             | 日本             | J2               | 21               | 4                | -                | -                | 2                | 1                | 23               | 5                |
| 通算             | 日本             | 日本             | J3               | 15               | 1                | -                | -                | 0                | 0                | 15               | 1                |
| 通算             | 日本             | 日本             | JFL              | 10               | 0                | -                | -                | 0                | 0                | 10               | 0                |
| 総通算           | 総通算           | 総通算           | 総通算           | 46               | 5                | -                | -                | 2                | 1                | 48               | 6                |

その他の公式戦
| 2014   | J-22   | -      | J3     | 5  | 0 | 5  | 0 |
| 2015   | J-22   | -      | J3     | 9  | 1 | 9  | 1 |
| 通算   | 日本   | 日本   | J3     | 14 | 1 | 14 | 1 |
| 総通算 | 総通算 | 総通算 | 総通算 | 14 | 1 | 14 | 1 |

- Jリーグ初出場 - 2014年4月20日 J2第8節 コンサドーレ札幌戦（札幌ドーム）
- Jリーグ初得点 - 2014年5月6日 J2第12節 モンテディオ山形戦（正田醤油スタジアム群馬）

## 代表歴
- 2011年 U-16日本代表
- 2012年 U-17日本代表
- 2013年 U-18日本代表候補
- 2014年 U-19日本代表候補

## タイトル

### クラブ
大分トリニータ
- J3リーグ（2016年）